# الیزابت لیدینگ
الیزابت لیدینگ (انگلیسی: Elisabeth Leidinge؛ زادهٔ ۹ مهٔ ۱۹۵۷) بازیکن فوتبال اهل سوئد است.
از باشگاه‌هایی که در آن بازی کرده‌است می‌توان به باشگاه فوتبال روزنگرد و باشگاه فوتبال مالمو اشاره کرد.
وی همچنین در تیم ملی فوتبال زنان سوئد بازی کرده‌است.